# Esse-Esse
Esse-Esse, al secolo Otto Kruger, è un personaggio fumettistico creato da Sergio Bonelli. È il principale comprimario di Mister No, ed è stato realizzato per creare un'amicizia nata da opposti fronti: Kruger è infatti un ex soldato tedesco, quindi un ex avversario di Mister No, marine americano fino allo scoppio della Guerra di Corea.
Nonostante il soprannome, Kruger non è mai stato un membro delle SS. È un soldato dell'Afrika Korps, di stanza in Libia, che al termine della seconda guerra mondiale si ritira sul Pacifico e in Indocina, dove pare svolga attività non pulitissime, prima di chiudere del tutto col suo passato e stabilirsi a Manaus (Brasile), dove incontra Mister No. Al termine della saga è l'unico dei comprimari a seguire l'americano nella sua nuova scelta di vita (anzi, lo precede, visto che a Rurrenabaque, la nuova dimora, Mister No trova l'amico tedesco già installato ed impiegato come tassista).